# Sabine Parish
Sabine Parish is een parish in de Amerikaanse staat Louisiana.
De parish heeft een landoppervlakte van 2.241 km² en telt 23.459 inwoners (volkstelling 2000). De hoofdplaats is Many.

## Bevolkingsontwikkeling

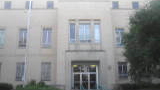
Sabine Parish Courthouse